# AMG Sebastiani Basket Rieti
AMG Sebastiani Basket Rieti war ein italienischer Basketballverein aus Rieti. Der Klub gewann 1980 den Korać-Cup.
Nach der Auflösung im Jahr 1997 gründete sich ein neuer Verein in Rieti, Nuova A.M.G. Sebastiani Basket Rieti. Dieser löste sich 2010 ebenfalls auf.

## Geschichte
Der Verein wurde 1946 gegründet und spielte zuerst in unterklassigen regionalen Ligen, ehe man in der Saison 1963/64 erstmals in der Serie A antrat, der höchsten italienischen Basketball-Liga. Das beste Ergebnis erzielte die Mannschaft in der Saison 1978/79, als es erst im Halbfinale an Virtus Bologna scheiterte. Insgesamt war der Klub zehn Spielzeiten in der Serie A vertreten, letztmals in der Saison 1982/83.
Nach der Saison 1996/97, die letzte Erstliga-Saison des Vereins lag 15 Jahre zurück, konnte der Spielbetrieb wegen hoher Schulden nicht mehr aufrechterhalten werden, und da kurzfristig auch kein neuer Hauptsponsor einsprang – den Sebastiani seit 1971 durchgehend hatte –, löste sich der Verein auf.
Der Klub trug seine Heimspiele im 3500 Plätze umfassenden PalaSojourner aus.

## Korać-Cup
Der größte Erfolg der Vereinsgeschichte war der Gewinn des Korać-Cups in der Saison 1979/80. Im Finale wurde Cibona Zagreb mit 76:71 besiegt.
Im drittwichtigsten Europapokal im Basketball feierte Sebastiani Basket weitere Erfolge. So erreichte das Team bereits ein Jahr vorm Titelgewinn das Finale, wo es sich aber Partizan Belgrad mit 98:108 geschlagen geben musste. 1974 wurde das Halbfinale erreicht, wo der FC Barcelona aber zu stark war. Zudem kam das Team fünfmal unter die letzten Acht des Wettbewerbs.

## Namensgeschichte
In der Vereinsgeschichte gab es viele Namenswechsel aufgrund von wechselnden Hauptsponsoren:
- Snia (1971–72)
- Brina (1972–77)
- Althea (1977–78)
- Arrigoni (1978–80)
- Ferrarelle (1980–81)
- Acqua Fabia (1981–82)
- Binova (1982–83)
- Fonte Cottorella (1983–84)
- American Eagle (1984–85)
- Ippodromi D’Italia (1985–86)
- Corsa Tris (1986–87)
- Dentigomma (1987–88)
- Air Capitol (1989–92)
- Emmezeta (1992–97)

## Nuova A.M.G. Sebastiani Basket Rieti
Nuova (deutsch: neu) A.M.G. Sebastiani Basket Rieti galt als Nachfolgeverein von AMG Sebastiani Basket Rieti. Er spielte drei Saisons in der Serie A, zu einer Teilnahme an den Play-offs um die Meisterschaft reichte es nicht.
Der Klub zog 2008 ins knapp 300 Kilometer von Rieti entfernte Neapel um, womit die komplette Fanbasis verloren ging. Aufgrund finanzieller Probleme wurde Nuova von der Serie A ausgeschlossen und löste sich kurz darauf auf.

## Erfolge
- Sieger Korać-Cup (1980)
- Finalist Korać-Cup (1979)